# 22415 Humeivey
22415 Humeivey è un asteroide della fascia principale. Scoperto nel 1995, presenta un'orbita caratterizzata da un semiasse maggiore pari a 2,4574203 au e da un'eccentricità di 0,1536174, inclinata di 7,60935° rispetto all'eclittica.
L'asteroide era stato inizialmente battezzato 22415 HumeIvey per poi essere corretto nella denominazione attuale.
L'asteroide è dedicato ai fisici canadesi James Nairn Patterson Hume e Donald Glenn Ivey.